# Nürnberger Platz (metropolitana di Berlino)
La stazione di Nürnberger Platz era una stazione della metropolitana di Berlino, posta sull'attuale linea U3.

## Storia
La stazione di Nürnberger Platz venne costruita come parte della linea metropolitana Wilmersdorf-Dahlem, attivata all'esercizio il 12 ottobre 1913.
Venne soppressa il 2 giugno 1959 e sostituita dalla nuova stazione di Spichernstraße, posta poco più a sud, in posizione più favorevole per l'interscambio con la nuova linea G.

### Esplicative
1. 1 2  La numerazione delle linee metropolitane di Berlino venne introdotta solo nel 1966, sette anni dopo la soppressione della stazione.

### Bibliografiche
1. ↑  Lemke e Poppel (1992), p. 35.
2. 1 2  Lemke e Poppel (1992), p. 157.
3. ↑  Lemke e Poppel (1992), p. 62.